# Zeltnera nudicaulis
Zeltnera nudicaulis är en gentianaväxtart som först beskrevs av Georg George Engelmann, och fick sitt nu gällande namn av G.Mans.. Zeltnera nudicaulis ingår i släktet Zeltnera och familjen gentianaväxter. Inga underarter finns listade i Catalogue of Life.